# Barling (Arkansas)
Barling es una ciudad en el condado de Sebastian, Arkansas, Estados Unidos. Es parte del área metropolitana de Fort Smith. De acuerdo con estimados de 2005 de la Oficina del Censo de los Estados Unidos, la población de Barling era de 4367, lo que la convierte en la octava ciudad más poblada del área metropolitana de Fort Smith.

## Geografía
Barling se localiza a 35°19′22″N 94°18′2″O / 35.32278, -94.30056. Según la Oficina del Censo de los Estados Unidos, la ciudad tiene un área de 57,1 km², de los cuales 56,8 km² corresponde a tierra y 0,3 km² a agua (0,59%).

## Demografía
Para el censo de 2000, había 4.176 personas, 1.599 hogares y 1.122 familias en la ciudad. La densidad de población era 73,1 hab/km². Había 1.697 viviendas para una densidad promedio de 29,9 por kilómetro cuadrado. De la población 87,05% eran blancos, 1,39% afroamericanos, 1,87% amerindios, 5,10% asiáticos, 0,02% isleños del Pacífico, 2,04% de otras razas y 2,54% de dos o más razas. 3,98% de la población eran hispanos o latinos de cualquier raza.
Se contaron 1.599 hogares, de los cuales 35,2% tenían niños menores de 18 años, 53,3% eran parejas casadas viviendo juntos, 12,6% tenían una mujer como cabeza del hogar sin marido presente y 29,8% eran hogares no familiares. 26,5% de los hogares eran un solo miembro y 10,3% tenían alguien mayor de 65 años viviendo solo. La cantidad de miembros promedio por hogar era de 2,54 y el tamaño promedio de familia era de 3,07.
En la ciudad la población está distribuida en 26,5% menores de 18 años, 8,7% entre 18 y 24, 30,3% entre 25 y 44, 21,8% entre 45 y 64 y 12,7% tenían 65 o más años. La edad media fue 36 años. Por cada 100 mujeres había 86,9 varones. Por cada 100 mujeres mayores de 18 años había 85,9 varones.
El ingreso medio para un hogar en la ciudad fue de $37.605 y el ingreso medio para una familia $41.421. Los hombres tuvieron un ingreso promedio de $28.218 contra $22.936 de las mujeres. El ingreso per cápita de la ciudad fue de $16.485. Cerca de 10,0% de las familias y 11,9% de la población estaban por debajo de la línea de pobreza, 15,8% de los cuales eran menores de 18 años y 14,3% mayores de 65.